# Öllös László
Öllös László (Pozsony, 1957. július 14.) politológus, filozófus, a szlovákiai Fórum Intézet elnöke.

## Élete
Dunaszerdahelyen érettségizett, majd 1983-ban a Comenius Egyetem magyar–történelem szakán végzett. 1994–1995-ben a Közép-európai Egyetem Politikatudományi Tanszékén is diplomázott. 1995–1996-ban New York-ban a New School of Social Research ösztöndíjasa volt. 2004-ben politikai filozófiából PhD-fokozatot szerzett az Eötvös Loránd Tudományegyetemen. 2010-ben a Comenius Egyetemen habilitált.
Az 1980-as években részt vett A Csehszlovákiai Magyar Kisebbség Jogvédő Bizottságának munkájában. 1989-ben a Független Magyar Kezdeményezés egyik alapítója, illetve elnökségi tagja. 1996-ban a Fórum Intézet elnöke lett. A nyitrai Konstantin Filozófus Egyetem Politológia és Európai Tanulmányok Tanszékének oktatója, a komáromi Selye János Egyetem vendégtanára. Alapításától tagja a Nemzeti Emlékezet Intézete elnökségének. Az Európai Unió tagállamai nyelvi kisebbségeit összefogó szervezet, az European Bureau of Lesser Used Languages (EBLUL) elnökségének tagja és szlovákiai szervezetének (SLOVBLUL) az elnöke.
1999–2005 között a Fórum Társadalomtudományi Szemle főszerkesztője volt, majd a szerkesztőbizottság elnöke.

## Elismerései
- 2018 Magyar Érdemrend lovagkeresztje

## Önálló kötetei
- Emberi jogok – nemzeti jogok. Emberi és polgári jogok-e a nemzeti kisebbségek jogai? Somorja, Fórum Kisebbségkutató Intézet, 2004. (Nostra tempora)
- Az egyetértés konfliktusa. A Magyar Köztársaság alkotmánya és a határon túli magyarok. Somorja, Fórum Kisebbségkutató Intézet, 2008. (Nostra tempora)
- Európai identitás. Somorja, Fórum Kisebbségkutató Intézet, 2019. (Nostra tempora)

## Közreműködőként
- A New Balance. Democracy and Minorities in Post-Communist Europe. Budapest, Open Society Institute, 2003
- Beyond Borders. Anthropological and Historical Approaches to Ethnic Relations in Postsocialist Europe, Torino, Trauben, 2006